# Afghan Women's Network
Afghan Women's Network (AWN) o xarxa de les Dones afganeses és una organització no governamental que va ser creada el 1996 per dones afganeses que seguien la Conferència Mundial sobre Dones a Pequín i treballen per "empoderar dones i assegurar la seva participació igualitària en la societat afganesa".

## Objectius
L'AWN sosté la visió d'un Afganistan que dones i homes han de viure en una societat lliure, justa i sense discriminació. Els eixos on es focalitza AWN són:
- Dones, pau i seguretat
- El lideratge i participació política de les dones
- Protecció social i legal de les dones

AWN actua com una fundació que dona suport als drets d'altres dones, orientant organitzacions no governamentals a l'Afganistan i Pakistan. L'AWN rep finançament de donacions gràcies a agències com l'Ambaixada francesa, ActionAid, UNHCR, i Roland Berger Fundació. Opera de Kabul, Cor, Balkh, Kandahar, Bamyan, Paktia, Nangarhar, i Kunduz,... Té més de 3,500 membres individuals (exclusivament dones) i les organitzacions de 125 dones amb afiliacions.
Els membres del consell executiu inclouen Manizha Wafeq i l'actual directora executiva és Hassina Safi.

## Història
La Xarxa de dones afganeses es va crear el 1995. Les dones que havien participat en la quarta conferència mundial de les dones de les Nacions Unides a Pequín (Xina), van decidir que volien crear una xarxa per a dones afganeses.
El 2013, l'AWN va tenir un paper actiu en la conservació de l'exposició Women Between Peace and War: Afghanistan de Leslie Thomas d'ArtWORKS Projects for Human Rights.
El març de 2014, AWN va llançar l'Afganistan Women Vision 2024, el diari oficial de l'ONG recolzat per la Fundació Heinrich Boell. I el 2014, l’ONG va declarar que 150 assassinats per honor afectaven dones afganeses cada any. Després de la retirada progressiva de les tropes nord-americanes de l'Afganistan, l'AWN es va centrar a mantenir els beneficis dels drets de les dones obtinguts durant la presència de les tropes nord-americanes.
El febrer de 2015, l’AWN va participar en les marxes demanant al president Ashraf Ghani que respectés la seva paraula i nomenés 4 ministres de dones del seu govern per a una representació de gènere justa. El 2016, l’ONG va parlar sobre la reactivació de les execucions públiques de dones a l’Afganistan després del nou pic d’influència dels talibans.